# Dauerkolonie Annateich

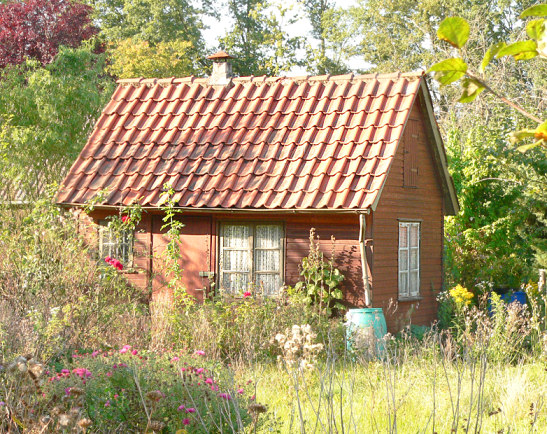
Denkmalgeschütztes Gartenhaus (etwa 1940) in der Dauerkolonie Annateich

Die Dauerkolonie Annateich, auch Kolonie Annateich / Hermann-Löns-Park genannt, ist eine in den 1930er Jahren angelegte und heute denkmalgeschützte Schrebergarten-Kolonie in Hannover im Stadtteil Kleefeld. Die Anlagen mit ihren 211 Gartenparzellen, Vereinsheim, Ausflugslokal und Festplatz findet sich in Form eines langgestreckten Bandes entlang dem Hermann-Löns-Park in Höhe des Annateiches als räumlicher Abschluss nach Norden zur Hauptbahnlinie der Eisenbahn. Die Grünanlage bildet heute die zweitälteste Dauer-Kleingarten-Kolonie der niedersächsischen Landeshauptstadt.

## Geschichte

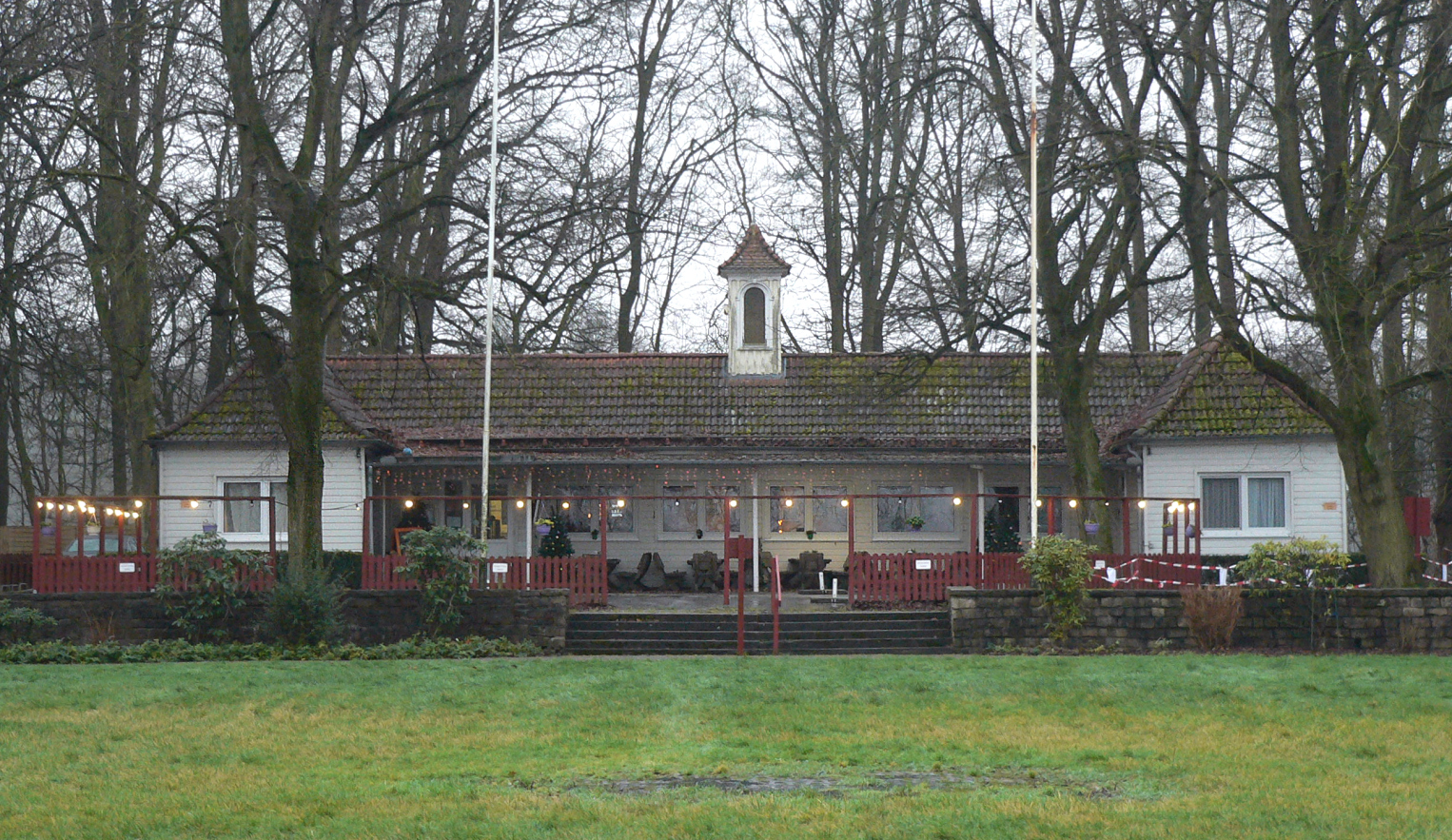
Vereinsheim, das frühere Teehaus des Ritterguts Burg

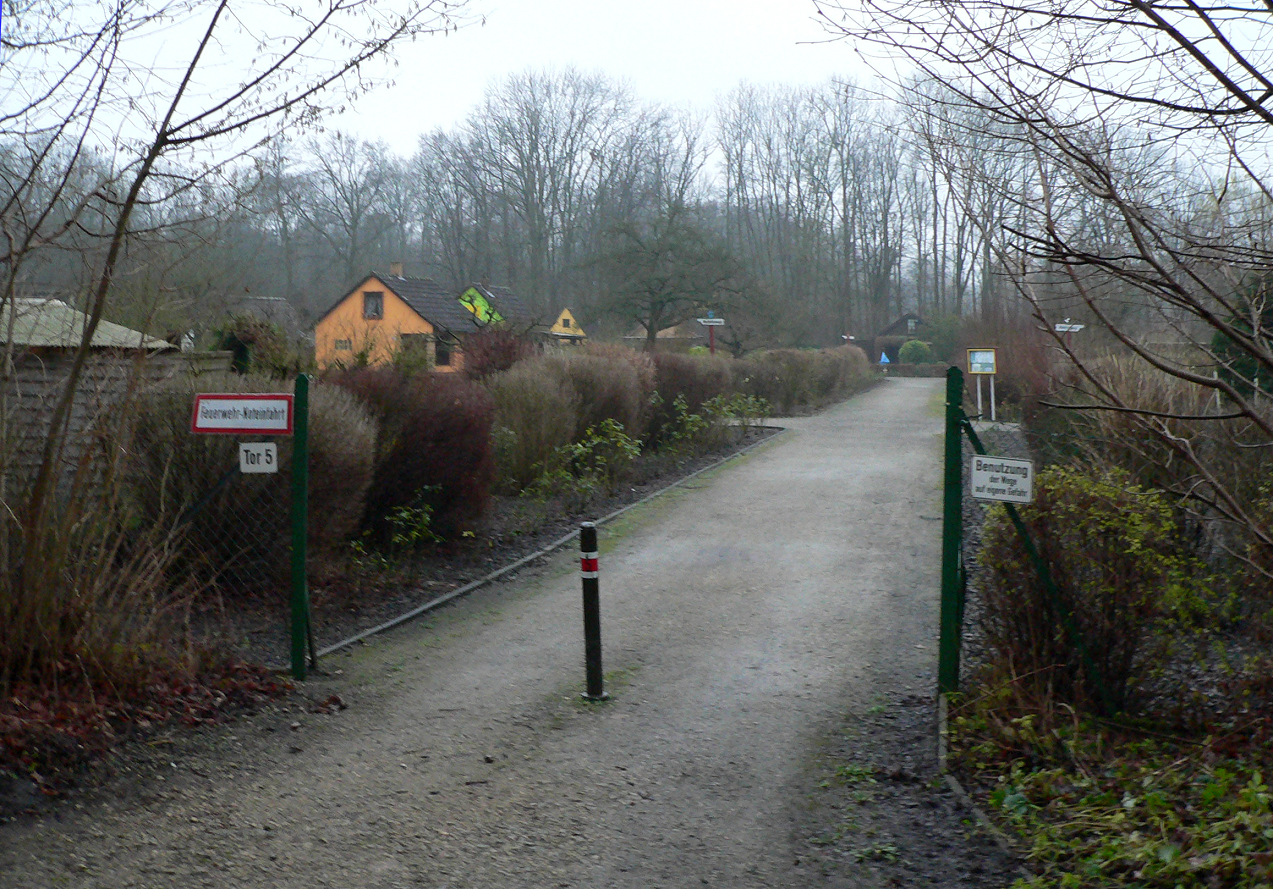
Zugang zum Koloniegelände

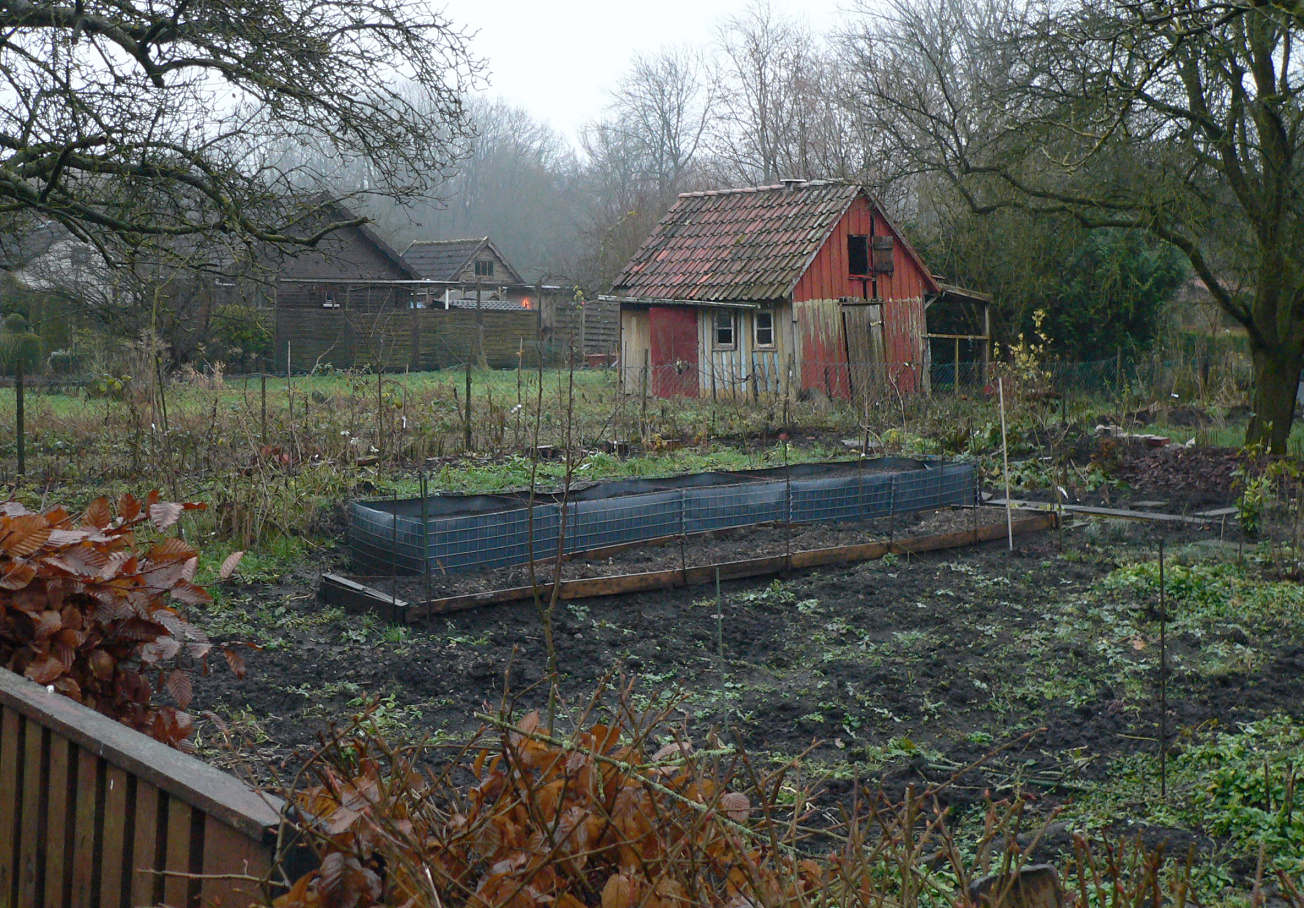
Altes Gartenhaus in der Dauerkolonie Annateich

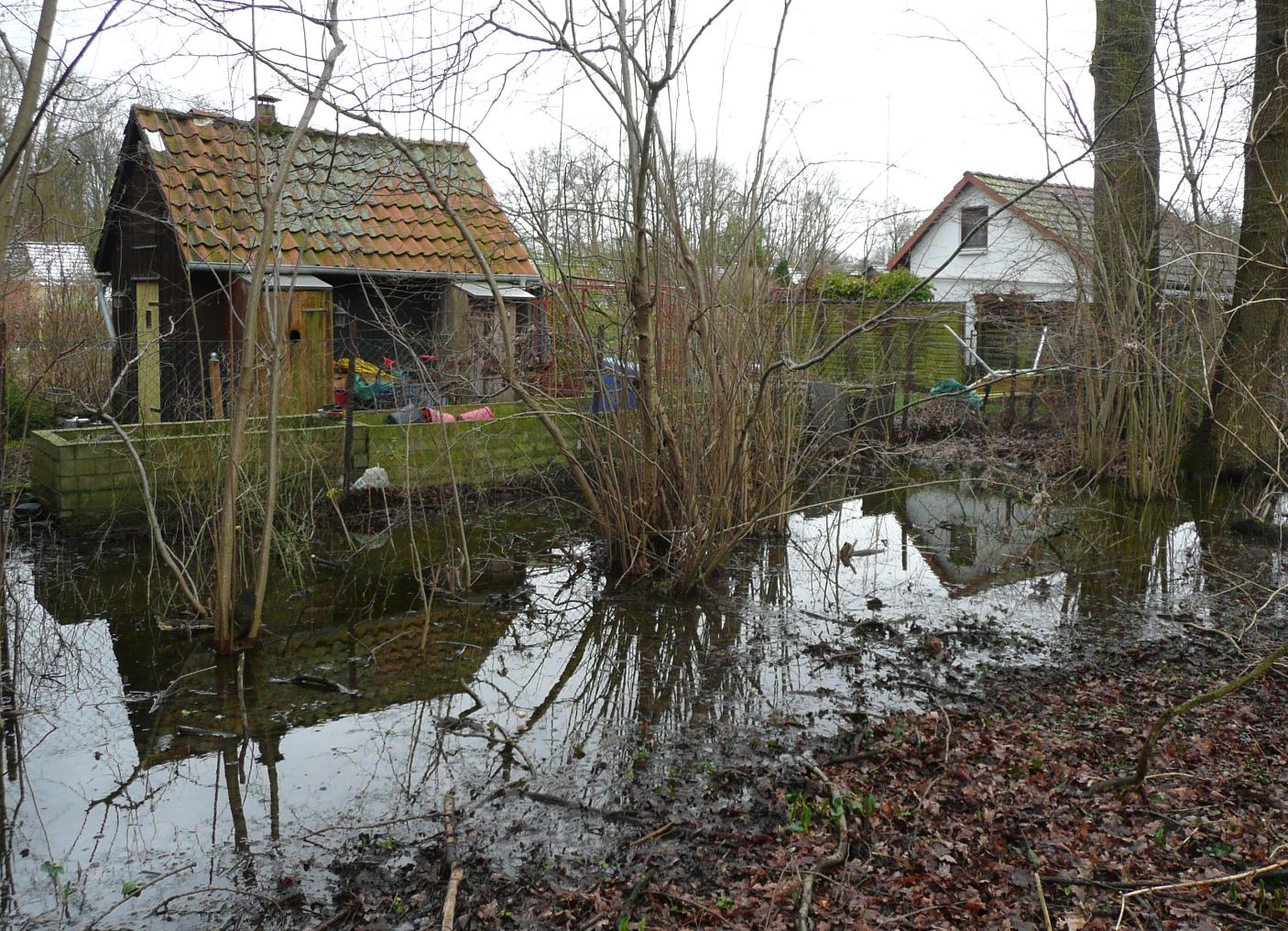
Stehendes Wasser im benachbarten Waldstück

Nachdem schon in der Weimarer Republik der 1920er Jahre an eine Gestaltung des vornehmlich der Stadt Hannover gehörenden seinerzeitigen Brachgeländes am Annateich gedacht worden war, wurde doch erst zur Zeit des Nationalsozialismus im Jahr 1935 ein Planungswettbewerb dafür ausgeschrieben. Der ab 1936 angelegte und nach Hermann Löns benannte Volkspark wollte bewusst einen Gegenentwurf schaffen zu dem älteren – im Englischen Landschaftsgartenstil gestalteten – Georgengarten. So entstand zwischen der Eilenriede und dem Tiergarten nach den Entwürfen des ersten Preisträgers Hans Klüppelberg, den Plänen von Wilhelm Hübotter und anderen bis in das erste Jahr des Zweiten Weltkrieges hinein der 1939 eröffnete Hermann-Löns-Park. Die Planung unterstand dem Landschaftsgärtner Hermann Wernicke von der Städtischen Gartendirektion und Wilhelm Hübotter. Die Bauleitung hatte Wilhelm Rademacher inne.
Die Kleingartenanlage mit ihren Lauben, dem Vereinsheim und der Trinkwasser-Zuleitung konnte 1939 an die Pächter übergeben werden und wurde in ihrem annähernd ursprünglichen Erscheinungsbild 1993 unter Denkmalschutz gestellt.
Zeitlich parallel zu den Arbeiten an dem Volkspark mit dem Charakter einer idealisierten niedersächsischen Auenlandschaft und ihren zumeist einheimischen Pflanzen war die Kolonie Annateich auch als Barriere zu der angrenzenden Hauptlinie der Eisenbahn angelegt worden. Die Grünanlage sollte den Park sowohl ergänzen als auch bereichern, war aber „auch als Musteranlage mit nach einheitlichen Grundsätzen gestalteten Lauben und Gärten gedacht“. Die teilweise noch Anfang des 21. Jahrhunderts erhaltenen Holzlauben stellen so Variationen eines einheitlichen Typenentwurfs dar. Die langgestreckten Hauptwege wie auch die Fluchtlinien der Lauben wurden jedoch leicht geschwungen angelegt, um den Eindruck der Monotonie zu vermeiden. Während Gräben und eine Pumpanlage für eine Entwässerung der 211 Gartenparzellen Sorge tragen sollten, ergänzten sich die trotz ihres Standortes in den Gärten aufgestellten Apfelbaum-Reihen zu einer Obstbaum-Allee.
Den funktionalen Mittelpunkt der Gesamtanlage bildet das Vereinsheim, das eigens dafür vom Rittergut Burg translozierte ehemalige Teehaus des städtischen Gutes. Nach seiner Versetzung wurde das Gebäude mit einem Uhrturm geschmückt. An dem auch als Vereinsheim genutzten Gebäude finden sich der Festplatz sowie angrenzende Mustergärten. Dort markieren Vierergruppen von Lauben die Querwege der Anlage.
Ab Mitte der 1960er Jahre wurde nördlich des Bahndammes die Kleingartenkolonie Heide-Kamp als Fortsetzung der Anlagen im Löns-Park angelegt.